# アルジェ・モーテル事件
アルジェ・モーテル事件（アルジェ・モーテルじけん、英:Algiers Motel incident）は、1967年7月25日から7月26日にかけてアメリカ合衆国のミシガン州デトロイト市内のホテル、アルジェ・モーテルで起こった事件である。
アルジェ・モーテルは同年7月23日から7月27日に起こったデトロイト暴動の場所から約1.6km東に位置し、そこで暴動鎮静のため構成されたデトロイト市警察、ミシガン州警察、ミシガン陸軍州兵による民間人への暴行及び殺人が行われ3人の黒人男性が死亡した。
この事件はアルジェ・モーテルの近くのホテルに狙撃手、銃を持った犯罪者またそのグループがいるとの報告が入った後に始まり、死亡した一人は容疑者とされ、残る二人は警察による正当防衛によって死亡したとされた。
暴行、第一級殺人、共謀、職権乱用の罪で3人のデトロイト市警察の警察官と暴行、共謀の罪で民間の警備員が起訴されたが、全員無罪判決が下された。
2017年にこの事件を題材とした映画『デトロイト』が公開された。